# Espanha bonapartista
Espanha bonapartista, também conhecida como Espanha napoleônica (português brasileiro) ou Espanha napoleónica (português europeu) são termos que fazem referência ao período da história da Espanha quando o país foi reduzido a um Estado satélite do Primeiro Império Francês, durante as Guerras Napoleónicas. Este período começou em 6 de junho de 1808 com a deposição dos Bourbons pelas forças francesas e a ascensão ao trono de Madrid por José Bonaparte, irmão de Napoleão Bonaparte e ex-rei de Nápoles.

## Antecedentes

### A partir aliança com a França à Guerra Peninsular

#### As renúncias de Ferdinand VII e Charles IV
A Espanha tinha sido aliada da França contra o Reino da Grã-Bretanha desde o Tratado de Santo Ildefonso de 1796. Após a derrota das frotas espanholas e francesas combinadas pelos britânicos na Batalha de Trafalgar em 1805, começaram a aparecer desavenças na aliança. A Espanha se preparava para invadir a França pelo sul após a eclosão da Quarta Coalizão. Em 1806, a Espanha se preparou para uma invasão em caso de vitória prussiana, mas a derrota de Napoleão Bonaparte pelo Exército Prussiano na Batalha de Jena–Auerstedt fez com que a Espanha recuasse. No entanto, a Espanha continuou a se ressentir da perda de sua frota em Trafalgar e do fato de ter sido forçada a aderir ao Bloqueio Continental. No entanto, os dois aliados concordaram em dividir o Reino de Portugal, um antigo parceiro comercial e aliado britânico, que se recusou a aderir ao Bloqueio Continental. Napoleão tinha plena consciência do estado desastroso da economia e da administração da Espanha e de sua fragilidade política. Ele passou a acreditar que tinha pouco valor como aliado nas atuais circunstâncias. Ele insistiu em posicionar as tropas francesas na Espanha para se preparar para uma invasão francesa de Portugal, mas uma vez que isso foi feito, ele continuou a mover tropas francesas adicionais para a Espanha sem qualquer sinal de avanço em Portugal. A presença de tropas francesas em solo espanhol foi extremamente impopular na Espanha, resultando no Motim de Aranjuez pelos partidários de Fernando, o herdeiro aparente do trono. Carlos IV foi abdicado em março de 1808 e seu primeiro-ministro, Manuel de Godoy, também foi deposto. Fernando, agora como Fernando VII, foi declarado monarca legítimo e voltou a Madrid com a expectativa de assumir suas funções de rei. Napoleão Bonaparte convocou Fernando VII para ir a Baiona, França, e Fernando VII foi, esperando que Bonaparte aprovasse sua posição como monarca. Napoleão também convocou Carlos IV, que chegou separadamente. Napoleão pressionou Fernando VII a abdicar em favor de seu pai, que abdicou sob coação. Carlos IV então abdicou em favor de Napoleão, já que não queria que seu filho desprezado fosse herdeiro do trono. Napoleão colocou seu irmão José no trono espanhol. As abdicações formais foram projetadas para preservar a legitimidade do novo monarca em exercício.

### Entrada de José Bonaparte
Carlos IV esperava que Napoleão, que nessa época tinha milhares de soldados estacionados na Espanha, o ajudasse a recuperar o trono. No entanto, Napoleão se recusou a ajudar Carlos e também se recusou a reconhecer seu filho, Fernando VII, como o novo rei. Em vez disso, ele conseguiu pressionar Carlos e Fernando a ceder a coroa para seu irmão, José Bonaparte. O chefe das forças francesas na Espanha, marechal Joaquim Murat, pressionou entretanto para que o ex-primeiro-ministro da Espanha, Manuel de Godoy, cujo papel no convite das forças francesas à Espanha levasse ao Motim de Aranjuez, fosse libertado. O fracasso do governo espanhol remanescente em enfrentar Murat causou raiva popular. Em 2 de maio de 1808, o filho mais novo de Carlos IV, O infante Francisco de Paula trocou a Espanha pela França, levando a uma rebelião generalizada nas ruas de Madrid.
O Conselho de Castela, o principal órgão do governo central da Espanha sob Carlos IV, estava agora sob o controle de Napoleão. No entanto, devido à raiva popular contra o domínio francês, ele rapidamente perdeu autoridade fora dos centros populacionais que estavam diretamente ocupados pelos franceses. Para se opor a essa ocupação, antigas instituições regionais de governo, como o Parlamento de Aragão e o Conselho do Principado das Astúrias, ressurgiram em partes da Espanha; em outro lugar, juntas (conselhos) foram criados para preencher o vácuo de poder e liderar a luta contra as forças imperiais francesas. As juntas provinciais começaram a coordenar suas ações; Juntas regionais foram formadas para supervisionar as provinciais. Em 25 de setembro de 1808, uma única Junta Suprema foi estabelecida em Aranjuez para servir como governo de resistência em exercício para toda a Espanha.

### A ocupação francesa
Joaquim Murat estabeleceu um plano de conquista, enviando dois grandes exércitos para atacar bolsões de resistência pró-Fernando VII. Um exército garantiu a rota entre Madrid e Vitoria-Gasteiz e sitiou Saragoça, Girona e Valência. O outro, enviado para o sul, para a Andaluzia, saqueou Córdoba. Em vez de seguir para Cádis como planejado, o general Dupont recebeu ordens de marchar de volta a Madrid, mas foi derrotado pelo general Francisco Javier Castaños em na Batalha de Bailén em 22 de julho de 1808. Essa vitória encorajou a resistência contra os franceses em vários países da Europa. Após a batalha, o rei José Bonaparte deixou Madrid para se refugiar em Vitoria-Gasteiz. No outono de 1808, o próprio Napoleão entrou na Espanha, entrando em Madrid em 2 de dezembro e devolvendo José Bonaparte à capital. Enquanto isso, o Exército Britânico entrou na Espanha vindo de Portugal, mas foi forçado a recuar para a Galícia, na Europa Central. No início de 1810, a ofensiva napoleónica atingiu as proximidades de Lisboa, mas não conseguiu penetrar nas Linhas de Torres Vedras.

## Reinado de José Bonaparte
O Estado Josefino teve sua base legal no Estatuto de Baiona.
Quando Fernando VII saiu de Baiona, em maio de 1808, pediu que todas as instituições cooperassem com as autoridades francesas. Em 15 de junho de 1808, José foi coroado rei. O Conselho de Castela reuniu-se em Baiona, embora apenas 65 do total de 150 membros compareceram. A Assembleia ratificou a transferência da Coroa para José e adotou com poucas alterações, exceto um texto constitucional redigido por Napoleão. A maioria dos reunidos não percebeu nenhuma contradição entre patriotismo e colaboração com o novo rei. Além disso, não foi a primeira vez que uma dinastia estrangeira assumiu a coroa espanhola: no início do século XVIII, a Casa de Bourbon foi da França para a Espanha depois que o último membro da Casa de Habsburgo, Carlos II, morreu sem descendência.
Napoleão e José subestimaram o nível de oposição que a nomeação criaria. Tendo nomeado José rei de Nápoles em 1806 e outros governantes familiares na Holanda em 1806 e na Vestfália em 1807, foi uma surpresa ter criado um desastre político e, posteriormente, militar.
José Bonaparte promulgou o Estatuto de Baiona em 7 de julho de 1808. Como texto constitucional, é uma carta real, porque não foi o resultado de um ato soberano da nação reunida no Parlamento, mas um edito real. O texto estava impregnado de espírito reformista, em linha com os ideais de Bonaparte, mas adaptado à cultura espanhola de forma a conquistar o apoio das elites do antigo regime. Reconhecia a religião católica como religião oficial e proibia o exercício de outras religiões. Não continha uma declaração explícita sobre a separação de poderes, mas afirmava a independência do judiciário. O poder executivo estava no rei e em seus ministros. Os tribunais, à maneira do antigo regime, eram constituídos por propriedades do clero, da nobreza e do povo. Exceto no que diz respeito ao orçamento, sua capacidade de fazer leis foi influenciada pelo poder do monarca. A Constituição também reconheceu a liberdade de indústria e comércio, a abolição dos privilégios comerciais e a eliminação dos costumes internos.
A Constituição estabeleceu as Cortes Generales, um órgão consultivo composto pelo Senado que era formado pelos membros masculinos da família real e 24 membros nomeados pelo rei entre os nobres e o clero, e uma assembleia legislativa, com representantes das propriedades de a nobreza e o clero. A Constituição estabeleceu um regime autoritário que incluía alguns projetos iluministas, como a abolição da tortura, mas preservando a Inquisição.
A revolta espanhola resultou na Batalha de Bailén em 16 a 19 de julho de 1808, que resultou na derrota francesa e José com o alto comando francês fugindo de Madrid e abandonando grande parte da Espanha.
Durante sua estada em Vitória, José Bonaparte deu passos importantes para organizar as instituições do Estado, incluindo a criação de um Conselho Consultivo de Estado. O rei nomeou um governo, cujos líderes formaram um grupo esclarecido que adotou um programa de reforma. A Inquisição foi abolida, assim como o Conselho de Castela, acusado de política anti-francesa. Ele decretou o fim dos direitos feudais, a redução das comunidades religiosas e a abolição das taxas alfandegárias internas.
Este período assistiu a medidas de liberalização do comércio e da agricultura e à criação de uma bolsa de valores em Madrid. O Conselho de Estado empreendeu a divisão das terras em 38 províncias.
À medida que a revolta popular contra José Bonaparte se espalhava, muitos dos que inicialmente cooperaram com a dinastia Bonaparte deixaram suas fileiras. Mas permaneceram numerosos espanhóis, conhecidos como afrancesados, que nutriram sua administração e cuja própria existência dá à guerra da independência espanhola um caráter de guerra civil. Os afrancesados se viam como herdeiros do absolutismo esclarecido e viam a chegada de Bonaparte como uma oportunidade para modernizar o país.
Ao longo da guerra, José Bonaparte tentou exercer plena autoridade como Rei da Espanha, preservando alguma autonomia contra os desígnios de seu irmão Napoleão. Nesse sentido, muitos afrancesados acreditavam que a única forma de manter a independência nacional era colaborar com a nova dinastia, pois quanto maior a resistência aos franceses, maior seria a subordinação da Espanha ao exército imperial francês e às suas necessidades de guerra. Na verdade, acontecia o contrário: embora no território controlado pelo rei José I a administração racional moderna e as instituições substituíssem o Antigo Regime, o estado de guerra permanente reforçou o poder dos marechais franceses, mal permitindo a ação das autoridades civis.
As derrotas militares sofridas pelo exército francês obrigaram José a deixar Madrid em três ocasiões, a primeira em julho de 1808, após a Batalha de Bailén, até ser recapturado pelos franceses em novembro. A segunda vez foi de 12 de agosto até 2 de novembro de 1812, enquanto o exército anglo-português ocupou sua capital. O rei deixou Madri em maio de 1813 pela última vez, e depois a Espanha em junho de 1813, após a Batalha de Vitória, encerrando o estágio fracassado do absolutismo esclarecido. A maioria dos apoiadores de José (cerca de 10.000 e 12.000) fugiu para o exílio na França, junto com as tropas francesas em retirada após a guerra, e suas propriedades foram confiscadas. José abdicou.

### Pós-abdicação
José passou um tempo na França antes de viajar para os Estados Unidos (onde vendeu as joias que havia pego da Espanha). Ele viveu lá de 1817 a 1832, inicialmente em Nova Iorque e Filadélfia, onde sua casa se tornou o centro das atividades para expatriados franceses, ele se casou com a americana Ann Savage em Society Hill, um bairro na Filadélfia.
José Bonaparte voltou para a Europa, onde morreu em Florença, Grão-ducado da Toscana, e foi sepultado no complexo de edifícios Les Invalides em Paris.

## Segundo Governo de Espanha

### Cortes de Cádiz
As Cortes abriram suas sessões em setembro de 1810 na Ilha de Leon. Estavam constituídos por 97 deputados, dos quais 47 eram suplentes de residentes de Cádiz, que aprovaram um decreto expressando a representação da nação espanhola e declarados legalmente constituídos em tribunais gerais e especiais em que residia a soberania nacional.
A constituição que escreveram não durou muito. Em 24 de março de 1814, seis semanas depois de retornar à Espanha, Fernando VII aboliu a constituição e mandou demolir todos os monumentos referentes a ela.

## O desfecho do conflito

### A derrota francesa
Em 1810, o marechal André Masséna tentou subjugar Portugal atacando Lisboa, mas suas tropas foram derrotadas no Buçaco por uma coalizão de ingleses e portugueses. Tropas francesas foram seriamente comprometidas na retaguarda pela ação da guerrilha e pela proteção de sua linha de abastecimento, o que reduziu o número de unidades disponíveis para batalhas de campo aberto.
No início de 1812 os franceses haviam conquistado boa parte do país, incluindo a capital, o planalto castelhano, Aragão, Catalunya, Levante e Andaluzia, embora Cádiz e Portugal, base de operações das tropas britânicas de Arthur Wellesley, duque de Wellington, ainda resistiu fortemente. Wellington. Se naquele ano os franceses não tivessem que retirar parte das tropas da península para concentrá-las na invasão napoleônica da Rússia, as condições para o avanço vitorioso de Wellington, que ocorreria posteriormente, poderiam não estar reunidas. A partir da derrota de Arapiles e a evacuação da Andaluzia, as tropas imperiais recuaram gradualmente para o norte de Espanha, protegido pela linha do Ebro e pelos Pirenéus.

### Abdicação de José Bonaparte
Em março de 1813, ameaçado pelo exército anglo-espanhol, José deixou Madrid e a ofensiva aliada se intensificou e culminou na Batalha de Vitória em junho. As tropas francesas foram expulsas da Espanha após a conclusão do Cerco de San Sebastián em setembro de 1813, removendo assim quaisquer possibilidades de retorno. Em dezembro de 1813, o Tratado de Valençay previa a restauração do reinado de Fernando VII.